# Йо-мобіль

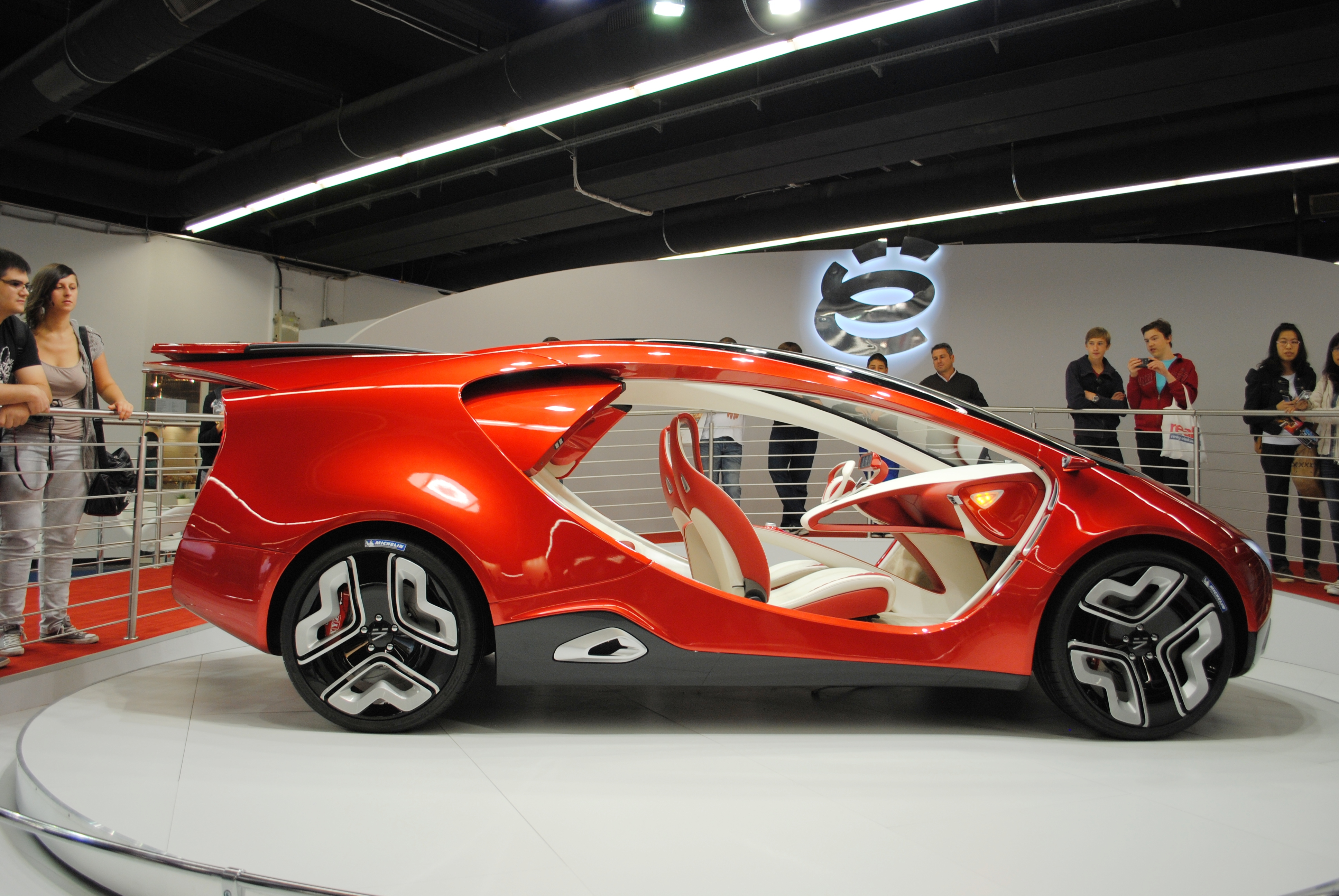
Нереалізований концепт

Йо-мобіль (рос. Ё-мобиль) — російський проєкт послідовного гібридного автомобіля, у конструкції якого передбачалося використання електричної трансмісії з комбінованим живленням від генератора, що обертається газо-бензиновим роторно-лопатевим двигуном внутрішнього згоряння, і від ємнісного накопичувача енергії. За рахунок застосування такої схеми автомобіль мав би базовий повний привід.
Проєкт був анонсований у грудні 2010 року як «гібридний автомобіль Прохорова». Передбачалось, що потужність двигуна становитиме 60 к.с., а енергетична установка у складі «двигун + генератор» з системою накопичення енергії мала б забезпечити енергоозброєність, аналогічну 2-літровому 150-сильному ДВЗ. На момент анонсу дата випуску була визначена як «початок 2012 року».
На кінець 2012 року було анонсовано підписання довгострокового контракту на будівництво Йо-мобілів у В'єтнамі. Потужність заводу на перших етапах мала складати 100 000 автомобілів на рік, а у подальшому більше одного мільйона.
Промислове виробництво машин було заплановано на початок 2015. наступного року проєкт був закритий. Причиною закриття назвали «різке зростання курсу євро». У травні 2021 року у Мінську було знайдене звалище «Йо-мобілів», які не вдалося продати через завищену ціну.
Загальні витрати на проєкт склали € 150 млн. По закриттю він проданий державному підприємству НАМІ за 1 євро разом з проєктом «Marussia Motors».